# 佐久間信近
佐久間 信近（さくま のぶちか）は、江戸時代中期から後期にかけての旗本。大坂西町奉行。

## 略歴
松前広居の次男であったが、佐久間信賢の娘を娶り末期養子となった。
安永元年（1772年）12月27日、17歳で信賢より家督（蔵米300俵）を継いだ。安永2年（1773年）12月30日、大番に列せられ、天明8年（1788年）7月19日には大番組頭に昇進する。寛政5年（1793年）7月10日、御徒歩頭となり、同年12月28日には布衣を許された。
寛政6年（1794年）10月15日、西の丸御目付に転任し、寛政8年（1796年）5月21日よりは本丸勤めとなった。同年12月15日、西の丸修理を担当した功労により時服金黄金3枚を賜った。
寛政9年（1797年）5月18日、将軍継嗣・徳川家慶の西の丸入りを世話した功労に対して時服金2両を賜った。
享和元年（1801年）4月7日より大坂町奉行（西町奉行）となり、文化5年（1808年）8月24日に持弓頭となる。文化11年（1814年）11月に死去。
『寛政重修諸家譜』編纂時の当主であり、神田雉子町、本所永倉町に屋敷を構えていた。

## 系譜
- 父：松前三郎兵衛広居
- 母：杉原四郎左衛門正府娘
- 養父：佐久間信賢
- 兄弟
  - 男子：松前浮広
  - 次男：佐久間信近
  - 女子：
  - 男子：伊十郎
  - 男子：松前照広
  - 男子：亀五郎
  - 男子：小川広貞
  - 女子：
- 養兄弟
  - 女子：大嶋国幹室 - 岡部丈右衛門娘
  - 男子：豊太郎
- 室：佐久間信賢娘